# Neilonella ritteri
Neilonella ritteri is een tweekleppigensoort uit de familie van de Neilonellidae. De wetenschappelijke naam van de soort is voor het eerst geldig gepubliceerd in 1916 door Dall.